# Jean-Louis Moynot
Pour les articles homonymes, voir Moynot.
Jean-Louis Moynot, né à Paris le 7 juillet 1937 et mort le 6 mars 2025 dans la même ville, est un dirigeant syndical, membre du Bureau confédéral de la CGT de 1967 à 1981.

## Biographie
Jean-Louis Moynot s'engage tôt dans l'action politique et syndicale. Dès 1954, il participe à l’action pour la paix et l’indépendance de l’Algérie. Il adhère à l’UNEF en 1955. Parallèlement, il commence à militer au sein de la CGT. Après son service militaire — dont dix-huit mois en pleine guerre d'Algérie, entre 1960 et 1961 —, il est ingénieur aux Chantiers navals de La Ciotat où il adhère au syndicat CGT des métaux. Licencié un an plus tard du fait de son activisme, il retrouve un travail qui le mène à Paris puis à Nantes (de 1964 à 1967). Il milite alors au sein du syndicat national des cadres et ingénieurs de la métallurgie (SNCIM) et à l’UGIC-CGT.
Au printemps 1967, à la suite de son action lors d’une grève des Chantiers de l’Atlantique à Saint-Nazaire, la Fédération des travailleurs de la métallurgie CGT décide de présenter sa candidature au Bureau confédéral : il est élu lors du 36e congrès, tenu à Nanterre, en juin 1967. Il est alors, à 30 ans, le plus jeune membre de cet organisme qui dirige la plus importante centrale syndicale française. Il reste au bureau confédéral jusqu’à sa démission en octobre 1981.
Il a présidé l'Union générale des ingénieurs, cadres et techniciens CGT de 1967 à 1981 et siégé au Conseil économique et social au titre de représentant de la CGT de 1969 à 1982.
Lors des événements de mai-juin 1968, il a fait partie de la délégation CGT ayant négocié  les Accords de Grenelle (nommés « Constat de Grenelle » par les syndicalistes).
Il est le père d'Emmanuel Moynot, dessinateur et scénariste de bande dessinée et de Clotilde Moynot, comédienne et metteuse en scène.
Il est incinéré le 17 mars 2025 au crématorium-columbarium du Père-Lachaise.

## Publications
- Au milieu du gué. CGT, syndicalisme et démocratie de masse[5] PUF, 1982  (ISBN 2-13-037458-1)
- Produire La Nouveauté. Vers une politique européenne de l’innovation, Économica, 1999.
- Une vie de recherches. Une aventure industrielle, syndicale et politique, éditions du Croquant, 2017  (ISBN 978-2-36512130-9)